# Alton Towers
Pour les articles homonymes, voir Alton.
Alton Towers est un parc à thèmes situé dans la commune d'Alton dans le Staffordshire (Angleterre, Royaume-Uni). Il est construit sur le site d'une ancienne maison fortifiée. Alton Towers est une propriété de Tussauds Group, filiale de Merlin Entertainments.
En 2005, le célèbre magazine économique Forbes a élu le parc « Meilleur parc d'attractions au monde ». Il est l'un des parcs à thème d'Europe à avoir été distingué par un Thea Award, décerné par la Themed Entertainment Association.
C'est le plus grand parc à thèmes d'Europe pour ce qui est de la superficie avec 202 hectares, loin devant d'autres très grands parcs comme Busch Gardens Tampa.

## Histoire

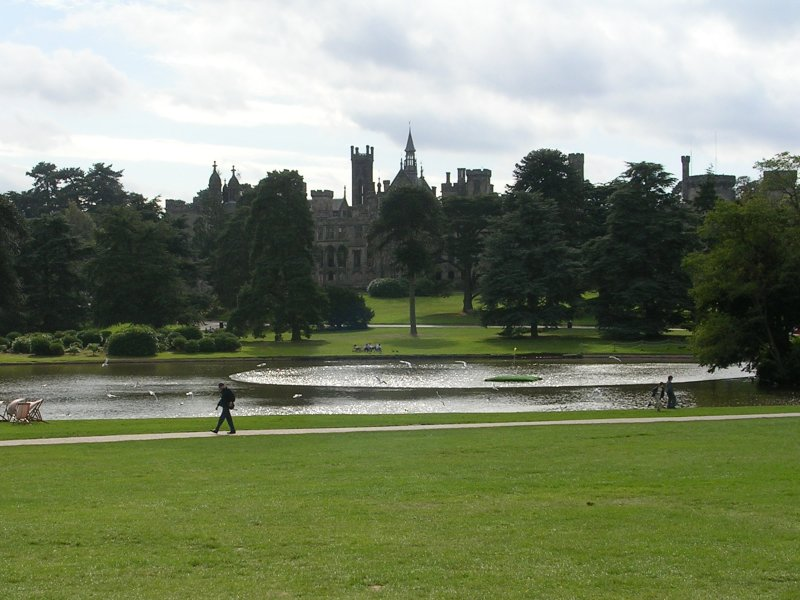
Vue sur le château d'Alton Towers

Le parc offre, non loin de ses attractions à thème, des jardins à l'anglaise dominés par d'anciens bâtiments de style construits à l'époque de l'Empire britannique. Il s'agit d'anciennes maisons fortifiées et de leurs dépendances. Ces édifices comprennent notamment des tours d'où le domaine et le parc tirent leurs noms. Au milieu des années 1980, Alton Towers et les parcs à entrée libre de stations balnéaires tels Great Yarmouth Pleasure Beach et Pleasure Beach, Blackpool sont des parcs importants au Royaume-Uni. Le domaine était le siège des comtes de Shrewsbury jusqu'en 1990, année de son rachat par Tussauds Group.
En 1991, Efteling est sur la première marche du podium européen en termes de fréquentation avec 2,7 millions. Sur la deuxième marche, trois parcs affichent 2 millions d'entrées : Europa-Park, Alton Towers et Phantasialand. Sur la troisième marche, deux parcs affichent 1,4 million d'entrées : Walibi Wavre et le parc Astérix. En cette dernière saison avant l'ouverture d'Euro Disneyland, ces parcs touchent chacun une clientèle située dans un rayon de 200 kilomètres, ce qui signifie que la plupart ne se considèrent pas alors comme des concurrents directs. Walibi Wavre est l'exception car il partage des portions de son bassin de clientèle avec les quatre autres parcs d'Europe continentale.
Le directeur adjoint d'Efteling de l'époque, Reinoud van Assendelft de Coningh, a l'idée de créer une collaboration d'importants parcs d'attractions européens non concurrents compte tenu de leurs situations géographiques. En 1993, Great European Theme Parks est fondé en réponse à l'arrivée d'Euro Disneyland. Ses membres sont Europa-Park, Alton Towers, le parc Astérix, Efteling et Liseberg.
Dans le but de favoriser leurs clients à séjourner sur place, Alton Towers dispose d'un parc aquatique accolé au parc principal depuis 2003.
En juin 2015, une collision tragique entre deux trains de The Smiler fait seize blessés dont quatre graves. Le parc d'attractions et sa société mère Merlin Entertainments ferment le parc, le sécurisent et revoient leurs procédures, pas seulement à Alton Towers mais dans tous leurs parcs. Cet accident entraîne une longue affaire judiciaire,,. La fréquentation subit une baisse spectaculaire de 25,2 %. Les chiffres de Thorpe Park — également détenus par Merlin — en sont également affectés.
La Themed Entertainment Association considère le complexe d'Alton Towers comme le premier resort britannique en 2016 affichant un total de 1,98 million de visiteurs. Il dispose d'un parc à thèmes, d'un parc aquatique, de 391 chambres et d'autres commodités.

## Le parc d'attractions
Le parc est très réputé chez les amateurs de parcs d'attractions et de sensations fortes. Il possède dix montagnes russes et une gamme d'attractions très diversifiée (parcours scéniques, attractions aquatiques, manèges, etc.).
Le parc est divisé en zones thématiques composées chacune d'attractions diverses. Une télécabine desservant trois de ces zones permet un déplacement rapide à l'intérieur du parc.
Voici un aperçu des principales attractions.

## Les zones thématiques

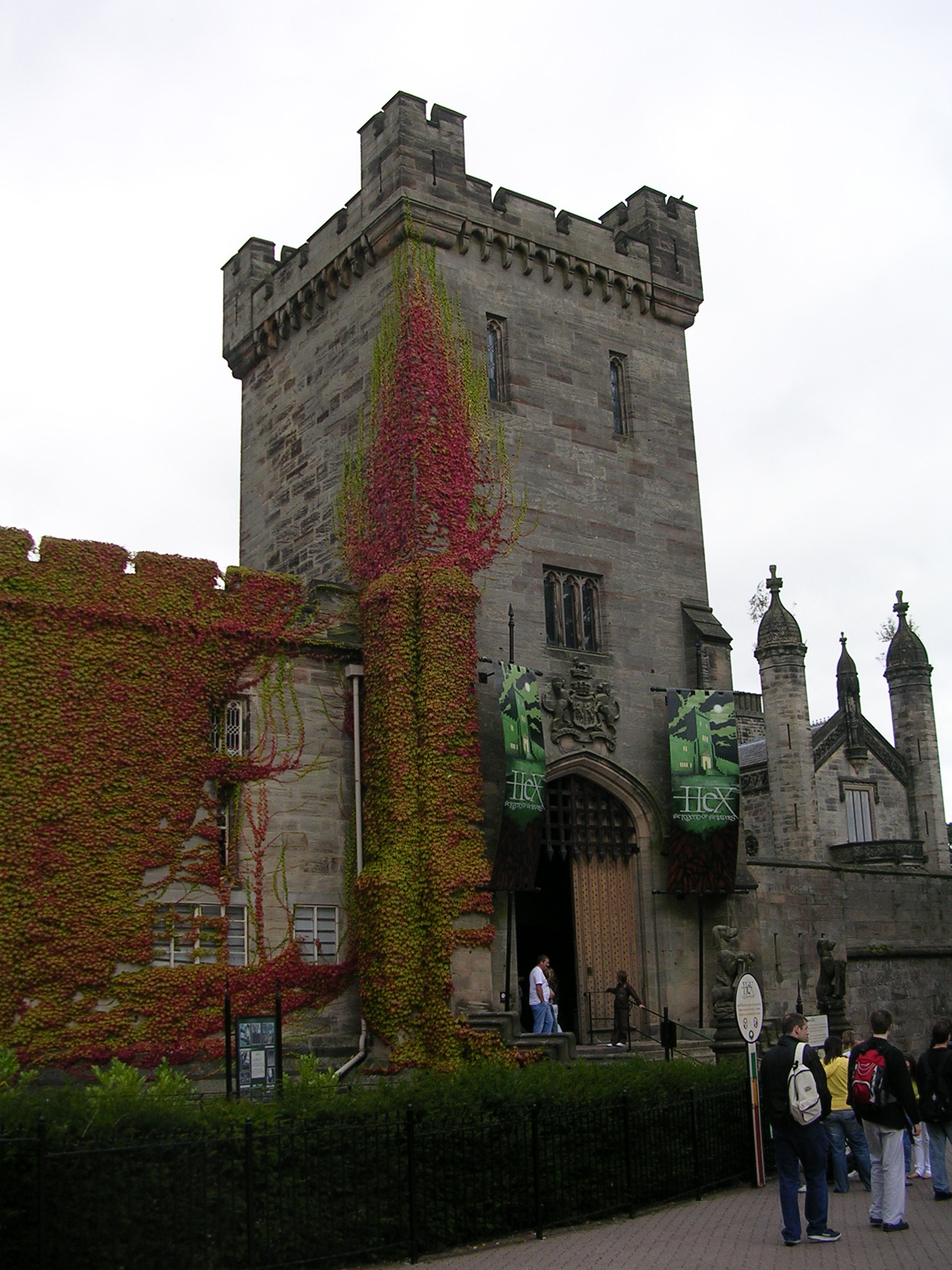
Entrée de la Mad House Hex

### Forbidden Valley
- Galactica (auparavant nommé Air) - montagnes russes volantes (2002) - Bolliger & Mabillard ; première attraction de ce type en Europe.
- The Blade - bateau à bascule (1980) - Huss Park Attractions
- Nemesis - montagnes russes inversées (1994) - Bolliger & Mabillard ; première attraction de ce type en Europe.
- Nemesis SubTerra est une attraction de type tour de chute intérieures développée par la société ABC Engineering (2012)

### The Towers
- Hex - the Legend of the Towers - Mad House (2000) - Vekoma

### Adventure Land
- Spinball Whizzer - montagnes russes tournoyantes (2004) - Maurer Rides

### CBeebies Land
- Octonauts Rollercoaster Adventure - montagnes russes junior (2015) - Zamperla

### Cloud Cuckoo Land

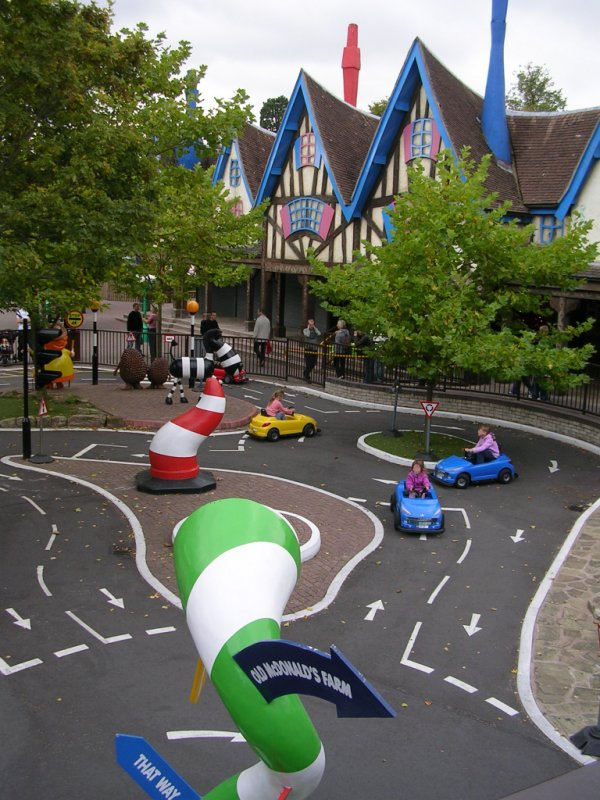
Driving School

- Gallopers Carousel - carrousel (1996)
- Peugeot 207 Driving School - circuit de voitures pour enfants (2006)

### X-Sector
- Oblivion - machine plongeante (1998) - Bolliger & Mabillard
- Enterprise - Enterprise (1984) - Huss Park Attractions
- The Smiler -  Infinity Coaster (2013) - Gerstlauer

### Gloomy Wood
- Curse at Alton Manor - train fantôme (2023) - Mack Rides

### Katanga Canyon
- Congo River Rapids - rivière rapide en bouée (1986) - Intamin
- Runaway Mine Train - montagnes russes E-Powered (1992) - Mack Rides

### Merrie England
- Tea Cup Ride - tasses (1986) - Mack Rides

### Mutiny Bay
- Wicker Man - montagnes russes en bois (2018) - Great Coasters International

### Old MacDonald's Farmyard
- Old McDonald's Tractor Ride - balade en tracteur (1995)
- Riverbank Eye-Spy - croisière scénique (1989)

### Dark Forest
- Rita (anciennement Rita - Queen of Speed, de 2005-2009) - montagnes russes lancées (2005) - Intamin
- Th13teen - montagnes russes familiales (2010) - Intamin

## Les montagnes russes

### Montagnes russes actuelles
| Nom                                | Type               | Constructeur                 | Année d'ouverture  | Photo |
| ---------------------------------- | ------------------ | ---------------------------- | ------------------ | ----- |
| Galactica                          | Volantes           | Bolliger & Mabillard         | 2002 le 16 mars.   |       |
| Nemesis                            | Inversées          | Bolliger & Mabillard         | 1994 le 19 mars.   |       |
| Oblivion                           | Machine plongeante | Bolliger & Mabillard         | 1998 le 14 mars.   |       |
| Octonauts Roller Coaster Adventure | Junior             | Zamperla                     | 2015 le 21 mars.   |       |
| Rita                               | Métal              | Intamin                      | 2005 le 1er avril. |       |
| Runaway Mine Train                 | E-Powered          | Mack Rides                   | 1992               |       |
| Spinball Whizzer                   | Tournoyantes       | Maurer Rides                 | 2004 le 27 mars.   |       |
| Thirteen                           | Métal              | Intamin                      | 2010 le 20 mars.   |       |
| The Smiler                         | Métal              | Gerstlauer                   | 2013 le 23 mai.    |       |
| Wicker Man                         | Bois               | Great Coasters International | 2018 le 20 mars.   |       |

### Anciennes montagnes russes
| Nom           | Type       | Constructeur      | Année d'ouverture | Année de fermeture | Relocalisation ou provenance | Photo |
| ------------- | ---------- | ----------------- | ----------------- | ------------------ | --- | ----- |
| 4 Man Bob     | Métal      | Zierer            | 1985              | 1990               | Trentham sous le nom 4 Man Bob de 1975 à 1983. Alton Towers sous le nom 4 Man Bob de 1985 à 1990. Pleasure Island sous le nom Four Man Bob de 1993 à 1995. Flamingo Land sous le nom Flying Trapese de 1998 à 2001. Grove Land sous le nom Thunderbolt de 2002 à 2003. Loudoun Castle sous le nom Gold Rush de 2008 à 2010. Family Park sous le nom Gold Rush depuis 2020. |       |
| Alton Mouse   | Wild Mouse | Vekoma            | 1988              | 1991               | Prater de Vienne sous le nom Speedy Gonzales de 1985 à 1987. Alton Towers sous le nom Alton Mouse de 1988 à 1991. Idlewild sous le nom Wild Mouse depuis 1993. |       |
| Beastie       | Junior     | Pinfari           | 1983              | 2010               | |       |
| Black Hole    | Métal      | Anton Schwarzkopf | 1983              | 2006               | |       |
| Corkscrew     | Métal      | Vekoma            | 1980 le 4 avril.  | 2008 le 9 novembre | |       |
| Mini Apple    | Junior     | Pinfari           | 1982              | 1997               | Great Yarmouth Pleasure Beach sous le nom Big Apple depuis 1998. |       |
| New Beast     | Métal      | Anton Schwarzkopf | 1988              | 1997               | Divertido sous le nom Space Mountain jusqu'en 2004. Salitre Mágico (en) sous le nom Tornado de 2010 à 2017. |       |
| Thunderlooper | Navette    | Anton Schwarzkopf | 1990              | 1996 le 3 novembre | Kings Dominion sous le nom King Kobra de 1977 à 1986. Jolly Roger Amusement Park (en) sous le nom King Kobra de 1987 à 1989. Alton Towers sous le nom Thunderlooper de 1990 à 1996. Hopi Hari sous le nom Katapul depuis 1999. |       |

## Les Hôtels
Le parc est complété par trois hôtels, le Enchanted Village (lodges et tree houses), le Alton Towers Hotel et le Splash Landings Hotel. Ce dernier comprend également un parc aquatique : Alton Towers Waterpark (en), décoré à la manière d'un lagon tropical et composé d'une partie couverte et d'une partie extérieure.
Un monorail relie les hôtels au parc.

## Galerie

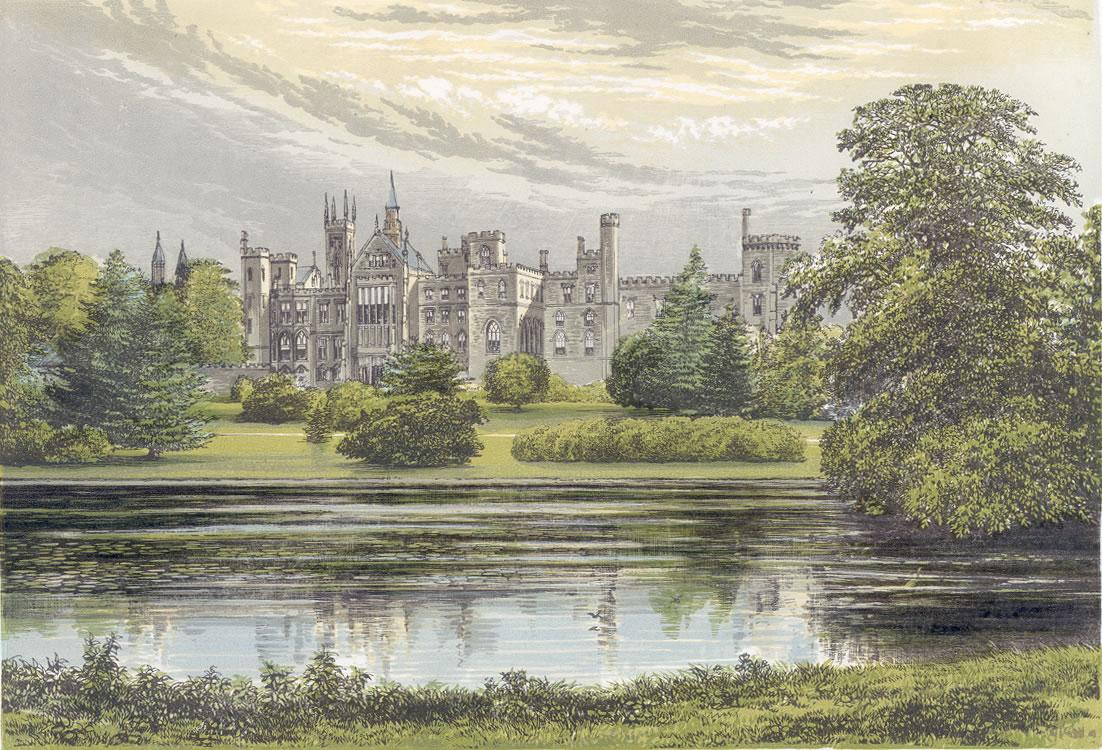
Alton Towers en 1880
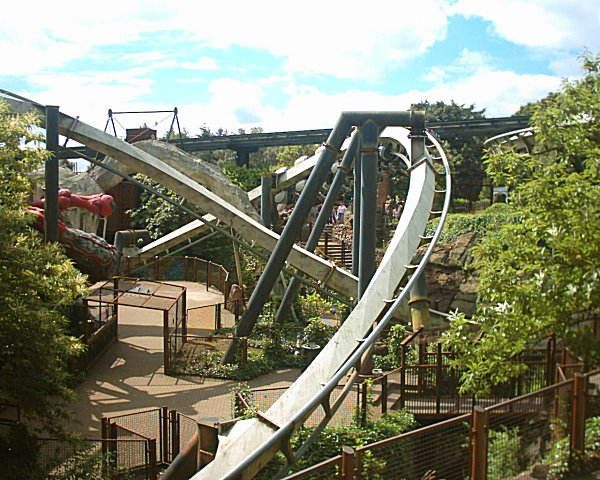
Nemesis
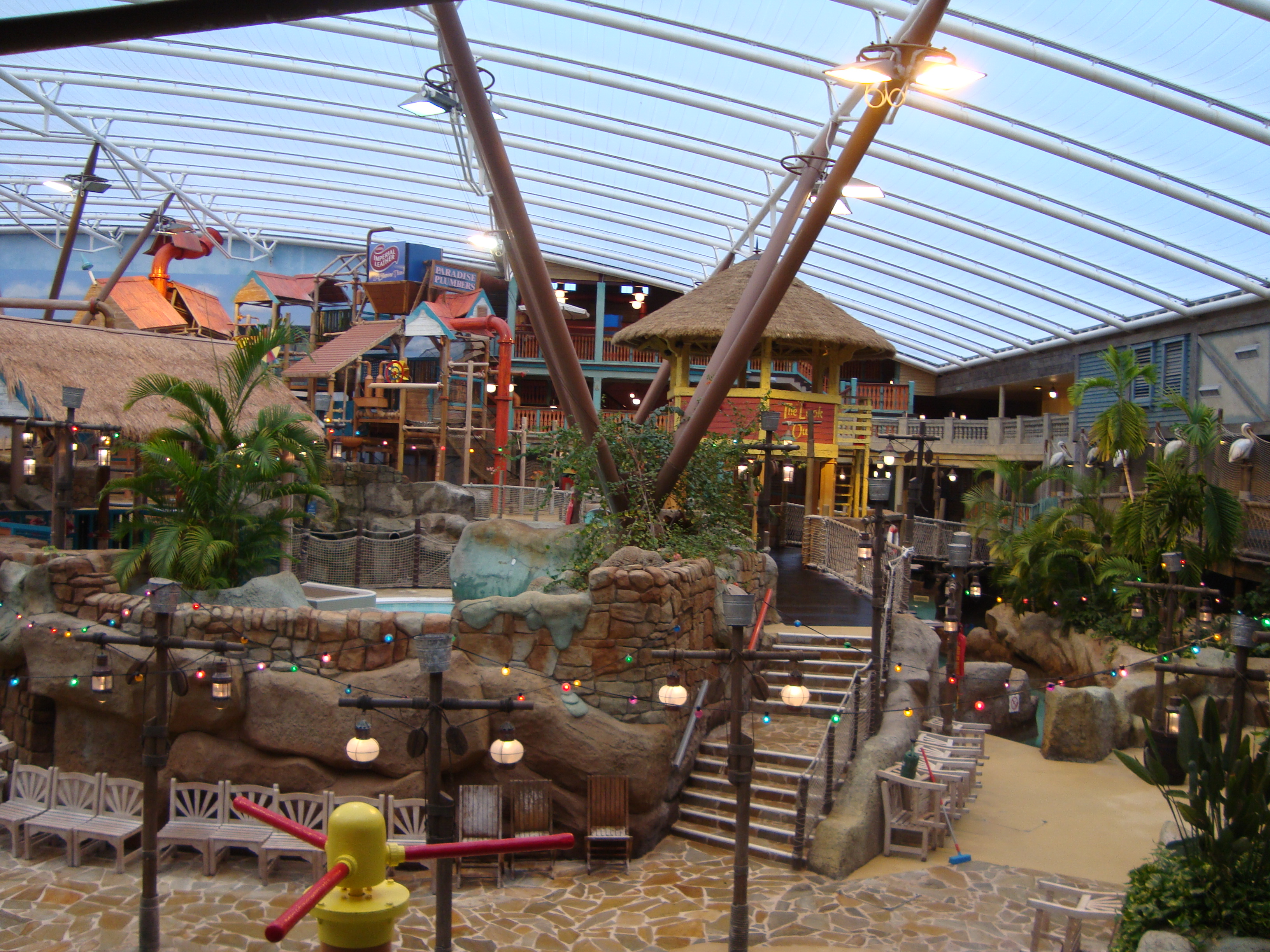
Le parc aquatique

## Fréquentation
Fréquentation annuelle 

2 350 000 (2023)